# Al-Mahvit (muhafaza)
Al-Mahvit (arap. ‏‏المحويت) je jedna od 20 jemenskih muhafaza. Ova pokrajina prostire se u unutrašnjosti na zapadu Jemena.
Pokrajina al-Mahvit ima površinu od 2330 km² i 495.865 stanovnika, a gustoća naseljenosti iznosi 212,8 st./km².